# Hjalmar Christensen
Hjalmar Christensen (5. maj 1869 i Førde – 29. december 1925 i Bergen) var en norsk forfatter, dramatiker, kulturhistoriker og litteraturkritiker, der 1912-1925 var gift med den danske digter Iben Nielsen.
Som ung tilhørte Christensen den nye forfattergeneration i Norge, som trådte frem i 1890'erne. I denne periode skrev han en række vigtige litteraturhistoriske arbejder, som fortsat har interesse. Senere i livet skrev han en række kulturhistoriske arbejder, både i fag- og skønlitterær form. Han skrev sammen med sin bror, Ingolf Elster Christensen, bogen "Fedrelandet i Verdenskrigens lys" i 1916, hvor de advarede mod manglen på oprustning i Norge set i lys af de verdenspolitiske hændelser og spændinger på kontinentet. Efter 1. verdenskrig sad han i en norsk kommission som skulle undersøge følgerne af krigen, men trak sig pga. sit kritiske syn på vestmagternes hårde opgør med Tyskland, og de uheldige følger det kunne få i fremtiden.

## Slægt
Christensen stammede fra en gammel embedsmandsfamilie med særlige rødder i Bergenshus amt. Farfaren, kaptajn Mads Christensen havde overtaget gården Skei oven for Førde kirke i Sunnfjord efter svigerfaren, oberstløjtnant Thomas Fasting (død 1821), og overlod den til Hjalmar Christensens far, kaptajn og amtsingeniør Michael Christensen (død 1895). Moren, Fredrikke Sophie Elster, havde også rødder i Sunnfjord, idet hun var datter af sorenskriveren i Sunnfjord. Hun var desuden søster til Kristian Elster. Hjalmar Christensens bror Ingolf Christensen (1872–1943) blev statsråd i Ivar Lykkes regering.

## Studier, tidligt forfatterskab
| Citat        | Eg hugsar det første brevet som kom ifrå Bergen; det fortalde om at det året hadde det gått ut ifrå Katedralskolen der ein student som ein kunne vente seg reint uvanleg mykje av, — han heitte Hjalmar Christensen. Han kom da òg til å skrive somt som fekk varig verd; men dei store vonene kameratane hadde sett til han, vart ikkje oppfylt. | Citat |
| Halvdan Koht | |       |

Efter at have gået i katedralskolen i Bergen, hvor den senere litteraturprofessor Gerhard Gran var blandt lærerne, blev Hjalmar Christensen student i 1887. Først studerede han klassisk filologi og historie, siden jura, og blev cand. jur. i 1892. Han kom imidlertid aldrig til at få noget embede, for han var allerede slået ind på forfattervejen. Han virkede i flere år som sceneinstruktør på Christiania Teater men afbrød for at gå ind i konkurrencen om professoratet i nordisk litteratur mod sin ven og gamle lærer Gerhard Gran. Dette professorat fik han ikke, men han forelæste i flere år ved Bergen Museum i europæisk litteratur og tog doktorgraden på en afhandling om Flaubert 1902. Christensens studietid faldt sammen med, at en ny tid brød ind i kulturlivet; i 1890 vandt nyromantikken frem i Studentersamfundet i lyrikken. A. H. Winsnes har hævdet Christensen mente, man "skulle være dekadent". Dette er der imidlertid ikke belæg for. Christensen egen tolkning er, at det er en inderliggjort naturalisme det drejer sig om, og senere litteraturforskere, bl.a. Willy Dahl (1965, 1983), (Eide 1981), har givet ham ret. En "aktivt virkende humanitet" var hans ideal (Francis Bull 1921).
Christensen selv havde i 1889 udgivet sin første fortælling, En frisindet. Et nutidsbillede. I 1891 kom novellesamlingen Mat blod, hvor han skildrer tidens dekadence. Som titlen antyder, er han mildt kritisk overfor fænomenet. Dekadence i norsk sammenhæng er "udenpåklistret" hævdede han. Året efter forsøgte han sig med et skuespil, Loths hustru. I 1893 kom skuespillet En seirherre, som skildrer brydningene mellem det nye borgerskab og den gamle embedsmandskonservatisme. Romanen Bastarder (1894) var et opgør med bohemerne, mens skuespillet Folkets tjener var en satire over demokratiet. I 1895 udgav han sammen med Vilhelm Dons, og Hugo Mowinckel under pseudonymet «AdolescentulusOlsen», den parodiske digtsamling Rythmeskvulp, hvor "nyromantikerne", særlig Vilhelm Krag men også Halvdan Christensen og Sigbjørn Obstfelder får så hatten passer. Christian Sinding satte musik til tre af digtene samme år(Opus 29) og de blev fremført ved flere anledninger i Kristiania af skuespillerinden Ragna Wettergren til stor jubel blandt publikum.
Christensen var også en meget habil litteraturkritiker. I 1894 udgav han Unge nordmænd, hvor han skrev om en række unge norske forfattere: Vilhelm Krag, Knut Hamsun, Gabriel Finne, Thomas Peter Krag, Hans E. Kinck, Jacob Hilditch og Hans Aanrud. Året efter, i Nordiske kunstnere, stillede han sig positiv til hjemstavnsdigtningen ud fra et kunstsyn som hævdede, at man måtte have dybt kendskab til det tema, man skrev om, hvis det skulle blive god kunst. Det gjaldt både de førende internationale retninger og tanker i tiden, og det miljø man skulle skildre. I 1894 skriver Christensen en prisbelønnet afhandling i magasinet "Samtiden" om forfatteren Arne Garborg som "Jærbu og Europear" - 20 år før Thesens bog om det samme. Ingen havde som Garborg magtet at føre de to momenter sammen i sin digtning, mente Christensen. Garborg var også den eneste som havde magtet at skrive den eneste virkelige dekadenceroman i norsk litteratur: "Trætte Mænd".
Fra 1893 til 1898 var Christensen instruktør ved Christiania Theater, og i 1898 søgte han stillingen som professor i nordisk litteratur ved universitetet i Kristiania. Stillingen gikk imidlertid til hans gamle lærer Gerhard Gran. Christensen blev tilbudt at forelæse i Bergen og gjorde det i flere år samtidig med at han arbejdede på sin dokorafhandling om Gustave Flaubert. Han ernærede sig ved siden af som litteratur - og teaterkritiker, journalist og forfatter. Han levede et "bohemeliv" i Kristiania sammen med venner som Carl Nærup, Nils Kjær og Sigurd Bødtker, men kunne ofte trække sig tilbage til gården i Sunnfjord, hvor han havde en digterstue.

## Kulturhistoriske arbejder
I årene omkring århundredeskiftet arbejdede Christensen meget med nyere norsk historie. Hans forskningssperiode var tiden mellem 1840 og 1870. I 1899, i anledning af professoratet, udgav han Streiftog i Oplysningstiden og Af det norske aandslivs historie i det 19de aarhundrede, som er interessant læsning endnu i dag. Hovedværket er imidlertid Det nittende aarhundredes kulturkamp i Norge (1905). Som motto for bogen valgte han et Schweigaard-citat: «Ikke over, hvad vi ere, men over, hvad vi kunne vorde, skulle vi være stolte.» Den kritiske og aktivt virkende Schweigaard er da også Christensens ideal for nordmændene, mens han advarede mod fanatismen i lægmandskristendommen og afholdssagen. I 1902 tog Christensen doktorgraden med afhandlingen «Gustave Flaubert. En studie over fransk romantik og realisme». Litteraturkritikken blev fortsat med Vort litterære liv (1902) og Danske digtere i nutiden (1904).
I 1900-tallet udgav Christensen en række romaner med kulturhistorisk indhold. De indledtes af novellesamlingen Unge aar (1905) og den selvbiografiske Et liv (1909), før hans måske mest kendte værk, Fogedgaarden, kom i 1911. Fogedgaarden skildrer livet på en embedsmannsgård i Vestlandet gennem perioden fra 1839 til 1890, altså omtrent den samme periode som han før havde skildret i sine kulturhistoriske arbejder. Brødrene (1911 skildrer 1870erne, og Den gamle bygd (1913) og Den nye bygd (1914) skildrer industrialiseringen i tiden efter 1905. I Tuntræet (1917) og Dæmring (1918) gik Christensen tilbage til oplysningstiden og foreningen med Danmark.

## 1. verdenskrig
Politisk var Christensen konservativ. Han var knyttet til embedsstandens traditioner, og han var bekymret for den personlige frihed i en tid som bleb mere og mere præget af massedemokrati. Allerede i skuespillet Folkets tjener (1895) havde han påpeget den fare flertalsstyret indebar for den personlige frihed, og i 1902 skrev han en satire over norsk partipolitik.
Christensen var, som mange andre norske intellektuelle af sin generation, stærkt knyttet til Tyskland. Men også Frankrig stod ham nær. England havde han som så mange i sin generation ikke noget særlig nært forhold til (Dale 1974). Det første krigsefterår rettede han skarpe angreb mod Gunnar Knudsens Venstreregering i et foredrag i Studentersamfundet, «Aarets politiske lærdomme for os». Sammen med broren, amtmand Ingolf Christensen, skrev han Fædrelandet i verdenskrigens lys (1916) som i detaljer viser, på hvilken måde man burde opbygge Norges forsvar. Dette blev ikke taget til følge i denne "pacifismens" tid. I bøgerne Før og nu (1915) og Den hvide races selvmord (1916) udtrykte han sin bekymring for Europas fremtid. Efter Tysklands nederlag skrev han skuespillet Professor Marga (1920).
I de sidte år før sin død skrev Christensen Byzanz-Balkan (1923), en skildring fra Balkan, og satiren Klostret paa Undrum (1924).

## Udmærkelser
Hjalmar Christensen har fået Hjalmar Christensenvegen i Førde opkaldt efter sig.

## Værker
- En frisindet. Et nutidsbillede (1889)
- Mat blod (1891)
- Loths hustru (1892)
- En seirherre (1893)
- Unge nordmænd. Et kritisk grundris (1893)
- Bastarder. Roman fra det nye Kristiania (1894)
- Folkets tjener (1895)
- Nordiske kunstnere (1895)
- Streiftog i Oplysningstiden (1899)
- Af det norske aandslivs historie i det 19de aarhundrede (1899)
- Det retfærdige spil (1900)
- Vort litterære liv (1902)
- Gustave Flaubert. En studie over fransk romantik og realisme (1902)
- Danske digtere i nutiden (1904)
- Det nittende aarhundredes kulturkamp i Norge (1905)
- Unge aar (1905)
- Bergen og dens mænd. Et bidrag til Bergens indsats i norsk kulturhistorie gjennem halvandethundrede aar (1907)
- Et liv (1909)
- Fogedgaarden (1911)
- Brødrene (1911)
- Den gamle bygd (1913)
- Din egen herre (1913)
- Den nye bygd (1914)
- Før og nu. Studier og stemninger (1915)
- Far og søn (1915)
- Den hvide races selvmord (1916)
- Fædrelandet i verdenskrigens lys (sammen med I. E. Christensen, 1916)
- Tuntræet (1917)
- Dæmring (1918)
- Professor Marga (1920)
- Bergen og Norge. Billeder fra det 19. aarhundrede (1921)
- Byzanz-Balkan. Folkekarneval og folketragedie før og nu (1923)
- Klostret paa Undrum (1924)